# Batailles de la vallée de Korengal
Guerre d'Afghanistan (2001 à aujourd'hui).
Les batailles de la vallée de Korengal sont une série d'affrontements, étalés entre 2005 et 2010, de la Seconde guerre d'Afghanistan (2001 à aujourd'hui). Ils ont opposé les forces de la FIAS, principalement composées de soldats américains, à la guérilla anti-gouvernementale, animée par les Talibans et le groupe du Hezb-e-Islami de Gulbuddin Hekmatyar. Les Américains occupent la vallée pendant ces cinq années mais ils demeureront incapables de réduire la guérilla. À la fin 2010, ils finissent par l'évacuer.

## Contexte

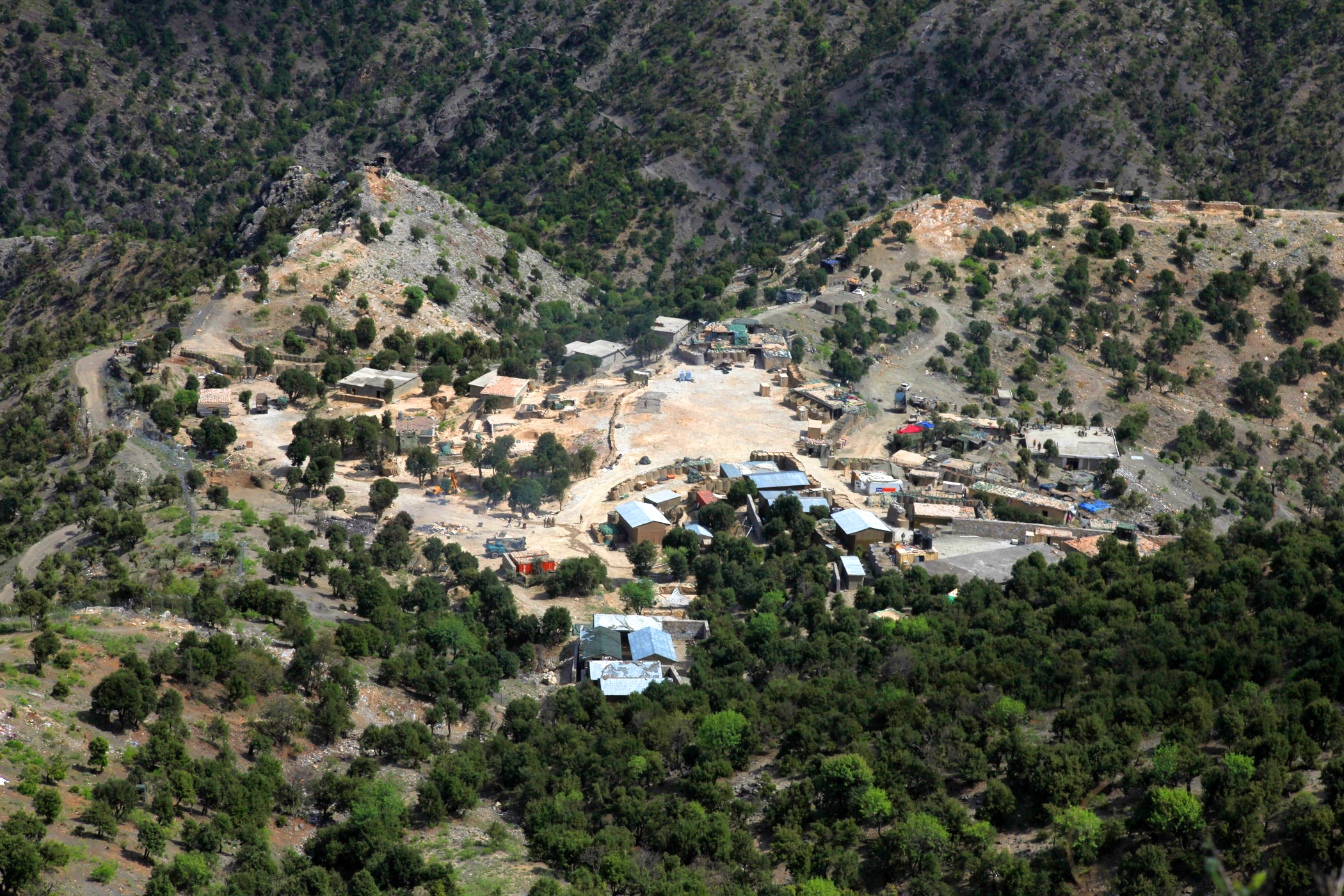
Le poste avancé de Korengal (communément appelé 'The KOP' en anglais), établi en 2006, peut être aperçu depuis une crête montagneuse dans la vallée de Korengal, le 10 avril 2010.

La vallée de Korengal est située dans la province de Kounar décrite par les Américains comme une des régions centrales de la guérilla. Elle est souvent surnommée en anglais la Valley of Death (la vallée de la mort). Il s'agit d'une région frontalière du Pakistan qui est utilisée pour faire transiter du ravitaillement depuis ce pays. De plus, de nombreux groupes importants de la guérilla y sont recensés en 2006. Enfin, la région achève d'attirer l'attention des Américains puisqu'elle est le lieu le 28 juin 2005 de la première défaite américaine infligée par la guérilla (opération Red Wings).

## Opérations
La vallée est ainsi occupée par les Américains vers la fin de l'année 2005. Ils y installent quelques avant-postes. Cependant, la population se montre très hostile à cette occupation et le relief accidenté et boisé de la vallée permet à la guérilla de tendre de nombreuses embuscades aux forces américaines,. Cette situation perdure jusqu'en 2010 et l'instauration d'une nouvelle stratégie par le général McChrystal. Celui-ci ordonne le regroupement des forces de l'OTAN sur les centres de population. L'évacuation de la vallée de Korengal est alors ordonnée et réalisée vers la mi-avril 2010.

## Conséquences

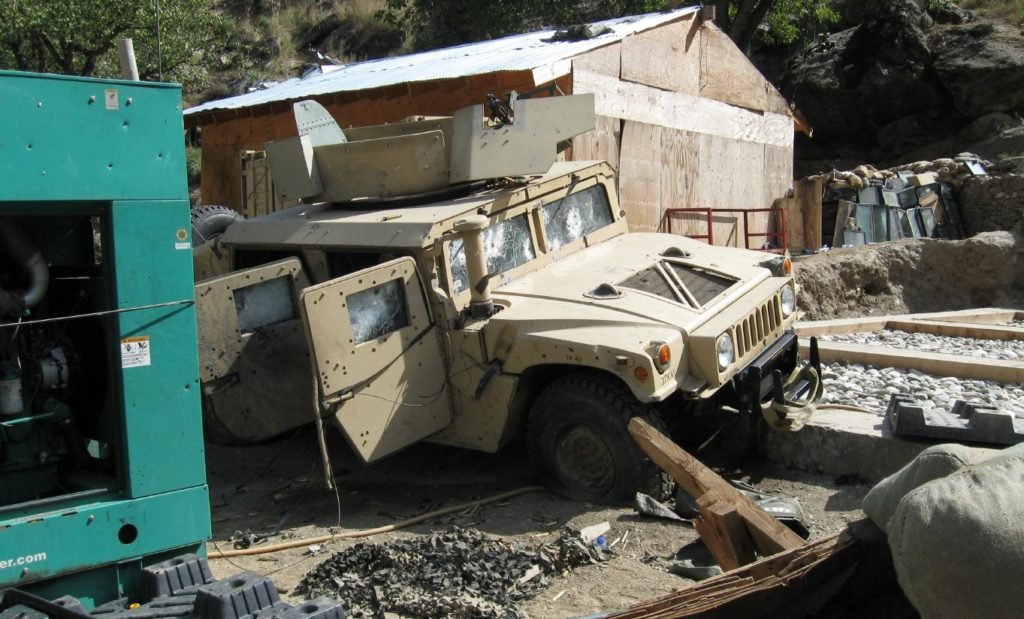
Vue d'un Humvee blindé criblé d'impacts à la COP Keating, gravement endommagé lors de la bataille de Kamdesh.

Cette évacuation se conjugue à d'autres replis similaires dans l'est de l'Afghanistan. Ainsi, après la bataille de Kamdesh (3 octobre 2009), les Américains avaient déjà abandonné la province du Nouristan (à l'exception de sa capitale). Les combats de la vallée de Korengal se soldent donc par une victoire importante sur le plan stratégique pour la guérilla. En effet, ses liaisons sont toujours assurées avec le Pakistan et elle peut ainsi faire peser davantage de pression sur les régions centrales.